# Ferros
Ferros is een gemeente in de Braziliaanse deelstaat Minas Gerais. De gemeente telt 11.531 inwoners (schatting 2009).

## Aangrenzende gemeenten
De gemeente grenst aan Antônio Dias, Carmésia, Conceição do Mato Dentro, Coronel Fabriciano, Dores de Guanhães, Joanésia, Passabém, Santa Maria de Itabira en São Sebastião do Rio Preto.